# Семейные страсти (телесериал, 1993)
Семейные страсти (англ. Family Passions, нем. Macht der Leidenschaft) — первая одночасовая мыльная опера совместного производства Канады и Германии, шедшая с 1993 по 1995 годы. Производство и распространение — Baton Broadcasting System и ZDF. В 1996 году телеканал BBS показал весь сериал в получасовом формате. Всего вышло 130 серий. В Грмеании сериал шёл на телеканале ZDF с понедельника по пятницу в 15:30. С 1 по 79 серии шли по 50 минут, остальные серии были разделены на 2 чисти по 25 минут.

## Сюжет
Немецкая семья Галлер из Гамбурга и канадская семья Лангер из Вудленда связаны их участием в автомобильном бизнесе, различных делах и глубокой вражде. Лангеры и Галлеры хоть и живут в постоянной вражде, но активно участвуют в разработке новых моделей автомобилей. В частности, речь идет о разработке нового прототипа под названием Гинезис. Юрген Галлер является влельцом автомобильной компании. У Юргена помимо Лангеров, также есть враги среди членов его семьи. Пережив несколько покушений на жизнь Юрген начинает лихорадочно искать убийцу, людей и мотивы.
Ещё одной сюжетной аркой этого сериала была пара лесбиянок пытающаяся удочерить ребёнка, чья биологическая мать была лишена родительских прав из-за ее зависимости от кокаина. Их попытки были тщетны, т. к. вмешался биологический отец ребенка (который работал их дворецким).

## В ролях

### Семья Галлер
- Дитмар Шонхерр — Юрген Галлер
- Гордон Томсон — Маттиас Галлер
- Адельхейт Арндт — Лиза Галлер
- Лори Холден — Клэр Галлер
- Патрисия Гэйдж — Камила Галлер
- Джейсон Кадье — Стефан Галлер

### Семья Лангер
- Дженифер Дэйл — Ивон Галлер
- Кин Шрайнер — Микки Лангер #1
- Алекс Картер — Микки Лангер #2
- Андрес Хоув — Себастьян Лангер

### Семья МакДир
- Хейден Кристенсен — Скип МакДир
- Джон Вайлдмен — Дилан МакДир
- Барри Флатман — Коннор МакДир
- Сьюзан Хоган — Либби МакДир